# Mesochorus conicus
Mesochorus conicus là một loài tò vò trong họ Ichneumonidae.